# Stoke Trister
Stoke Trister est une paroisse civile et un village du Somerset, en Angleterre.